# British Psychological Society
La British Psychological Society est une société savante et une association professionnelle britannique de psychologues.

## Histoire
Fondée le 24 octobre 1901, à l'University College de Londres (UCL) sous l'intitulé The Psychological Society, l'association était initialement destinés aux enseignants reconnus dans le champ de la psychologie. Elle prit son nom actuel de British Psychological Society, en 1906, pour éviter la confusion avec une autre association. Sous la direction de Charles Samuel Myers, l'adhésion est ouverte aux médecins en 1919. En 1941, la société est officiellement reconnue.

### Les fondateurs
Les dix membres fondateurs qui se sont réunis le 24 octobre 1901, à l'University College de Londres sont :
- Robert Armstrong-Jones
- Sophie Bryant
- W. R. Boyce Gibson
- Frank Noel Hales
- William McDougall
- Frederick Walker Mott
- William Halse Rivers Rivers
- Alexander Faulkner Shand
- William George Smith
- James Sully

### Les membres d'honneur
De nombreux psychologues non britanniques ont été nommés membres d'honneur de la Société, notamment Théodule Ribot en 1905, Édouard Claparède, Sigmund Freud, Pierre Janet et Henri Piéron en (1926), Mary Whiton Calkins en 1928, James McKeen Cattell en 1932, Ernest Jones en 1934, Carl G. Jung en 1946, Melanie Klein en 1958, Anna Freud en 1965, Raymond Cattell en 1972, Eleanor Gibson et James J. Gibson en 1977, Jerome Bruner en 1984, Uta Frith en 2006… 
En 2012, l'association comptait près de 50 000 membres et adhérents. La société organise un congrès annuel, généralement au mois de mai, à Dublin (2008), Brighton (2009), Stratford-upon-Avon (2010), Glasgow (2011), Londres (2012), Harrogate (2013), Birmingham (2014) et Liverpool (2015).
La BPS est un organisme d'utilité publique. Elle n'a pas de statut institutionnel en ce qui concerne la réglementation statutaire du corps des psychologues britanniques. De 1965 à 2009, la société avait la responsabilité du registre des psychologues agréés, mais la profession est aujourd'hui réglementée par le Health and Care Professions Council.
Le siège administratif de la société est à Leicester. Il existe également des antennes régionales à Belfast, Cardiff, Glasgow et Londres. Les archives sont déposées à la Wellcome Library, Euston Road, Londres.

## Le logo de la société
Il représente Psyché, figure grecque mythique et personnification de l'âme, tenant une lampe à huile victorienne, en référence à l'origine du mot psychologie. La lampe symbolise l'apprentissage et constitue également une référence à l'histoire de Psyché.

## Objectifs
La société concourt à élever le niveau de formation et la pratique en psychologie, de sensibiliser le public à la psychologie, et d'accroître l'influence de la pratique de la psychologie dans la société. Elle a un certain nombre d'objectifs clés, notamment
- Établir les normes de formation pour les étudiants en psychologie ;
- Informer le  public sur la psychologie ;
- Fournir un soutien à ses membres par l'intermédiaire de son appartenance à des réseaux et à la formation professionnelle continue obligatoire ;
- Organiser des conférences et des événements publics ;
- Préparer des déclarations de politique générale ;
- Favoriser la publication de livres, de revues, de la revue mensuelle The Psychologist, le blog Research Digest[4] ;
- Établir les normes pour les tests psychologiques ;
- Soutenir le Centre d'histoire de la psychologie[5].

## Activités éditoriales

### Les revues de la société
La BPS publie onze revues scientifiques :
- British Journal of Clinical Psychology
- British Journal of Developmental Psychology
- British Journal of Educational Psychology
- British Journal of Health Psychology
- British Journal of Mathematical and Statistical Psychology
- British Journal of Psychology
- British Journal of Social Psychology
- Journal of Neuropsychology
- Journal of Occupational and Organizational Psychology
- Legal and Criminological Psychology
- Psychology and Psychotherapy: Theory, Research and Practice

### The Research Digest
Depuis 2003, la BPS publie des rapports sur les avancées des recherches en psychologie sous la forme d'une liste de diffusion bimensuelle, et depuis 2005, également sous la forme d'un blog, désignés tous les deux sous l'intitulé de BPS Research Digest. Le blog Research Digest est édité par le psychologue Christian Jarrett depuis ses débuts.

## Les divisions et sections de la société
La British Psychological Society est organisée en dix divisions et treize sections. Les divisions sont ouvertes aux praticiens dans des domains définis de la psychologie, dont seuls les psychologues qualifiés peuvent devenir membres à part entière, alors que les sections sont des groupes d'intérêt composés de personnes intéressées par l'aspect académique de la psychologie.

### Les divisions
- Teachers and Researchers in Psychology,
- Health Psychology
- Forensic Psychology
- Child and Educational Psychology
- Scottish Division of Educational Psychology
- Occupational Psychology
- Counselling Psychology
- Clinical Psychology
- Neuropsychology.

La division de psychologie clinique est numériquement la plus importante. Elle est subdivisée en différents groupes, notamment un groupe d'études sur les enfants, les jeunes et leur famille.

### Les sections
- The Consciousness and Experiential Psychology Section,
- The Cognitive Psychology Section,
- The Developmental Psychology Section,
- The Psychology of Education Section,
- The History and Philosophy Section,
- The Psychology of Sexualities Section,
- The Psychobiology Section,
- The Psychotherapy Section,
- The Qualitative Methods Section,
- The Psychology of Women Section,
- The Social Psychology Section
- The Transpersonal Psychology Section.

## Prix et distinctions
La Société décerne plusieurs prix et distinctions :
- la Spearman Medal récompense un jeune chercheur.